# Ein Baby zum Verlieben
Ein Baby zum Verlieben ist ein deutscher Fernsehfilm aus dem Jahr 2004. Regie führte Hartmut Griesmayr nach einem Drehbuch von Monika Peetz. Die Hauptrollen spielten Anica Dobra, Bernhard Schir und Katharina Müller-Elmau.

## Handlung
Endlich kann sich die alleinerziehende und arbeitslose Mutter Antonia Sandmann in der Badewanne ausruhen, schon schreit ihr Sohn Felix, noch ein Baby. Entnervt eilt sie zum ihm und vergisst dabei, das Wasser abzustellen. Der unter ihr wohnende Stuttgarter Verkehrspolizist Leo Fink hat eine Verbesserung für den städtischen Verkehr entwickelt, die die Verkehrsprobleme für die Fußball-Weltmeisterschaft 2006 lösen soll. Er will damit an einer Ausschreibung der Verkehrsleitung, der Leo unterstellt ist, teilnehmen. Organisiert wird diese Ausschreibung von der Leiterin der Behörde Vera Becker, die Leo heimlich liebt, und ihrem Stellvertreter Herr Schnöbel. Er ist gerade dabei, seinem Freund und Vorgesetzten Stefan Grenz eine Computersimulation dieser Idee vorzuführen, als das überlaufende Wasser in seine Wohnung dringt und auf dem Computer einen Kurzschluss auslöst. Dies ist nicht das erste Mal, dass er einen Schaden durch Antonia erleidet. Als er sich bei ihr beschweren will, endet das damit, dass die beiden zusammen das Badewasser aufwischen. Er hofft auf Antonias Versicherung, doch die hatte bereits nach dem letzten Schadenfall gekündigt. 
Als Leo am nächsten Tag heimkommt, findet er Antonia und Felix vor der Haustür vor. Sie hatte sich kurz zuvor mit Georg Kriewitz jr., ihrem früheren Vorgesetzten und den Vater des Kindes gestritten. Dabei hat sie ihren Wohnungsschlüssel vergessen. So passt Leo auf Max auf, während Antonia den Schlüssel holt. Als Leo Milch für Felix besorgt, trifft er auf Vera Becker, die sehr interessiert auf das Baby reagiert; er lässt sie in dem Glauben, dass Felix sein Sohn sei. Der Abgabetermin für die Präsentation, die nur auf dem Computer gespeichert war, steht kurz bevor. Leo muss sie neu schreiben, er hat aber eine sehr stark ausgeprägte Rechtschreibschwäche. Daher diktiert er Antonia, die vor Felix’ Geburt als Sekretärin gearbeitet hat, die Präsentation. Im Gegenzug verzichtet er  auf den Schadensersatz. Am nächsten Tag bringt er Antonia dazu, sich sofort um ihren früheren Job zu bemühen; sie bekommt ihn zurück. So kann Leo Felix zur Abgabe seiner Präsentation mitnehmen. Auf dem Weg dorthin, wird diese aber durch Felix’ Milch verdorben. Doch nun kümmert Leo sich öfter um Felix und nutzt die Gelegenheit, öfter mit ihm auf Vera Becker zu treffen, die bald beginnt, sich für Leo zu interessieren. Eines Tages trifft Antonia auf die beiden. Dabei bemerkt sie, wie Leo Felix benutzt und reagiert verärgert darauf. Leo kann sie beruhigen, muss ihr in Zukunft aber etwas dafür bezahlen. 
Auf diese Weise bekommt Leo die Gelegenheit, seinen Vorschlag vor allen Verantwortlichen zu präsentieren. Kurz vor der Abgabe muss er noch einige Straßennamen in das Simulationsprogramm eingeben, die er dazu Buchstabe für Buchstabe abtippt. Dabei macht er jedoch einige Fehler, wie ihm nach der Abgabe auffällt. Da Antonia meint, dies lasse sich in wenigen Minuten beheben, schleust er sie eines Abends heimlich in die Verkehrsleitung ein, um das Problem dort zu beheben. Dies gelingt, allerdings wird Antonia auf dem Rückweg von Vera Becker erwischt. Leo eilt dazu, dabei erhält Antonia den Eindruck, dass es nicht um Leos berufliche Entwicklung, sondern um seine Beziehung zu Vera geht und verlässt wütend das Gebäude. Vera dagegen erfährt, dass Felix nicht Leos Sohn ist. 
Am nächsten Morgen will sich bei beiden Frauen entschuldigen. Antonia ist aber schon im Büro, wo sie den Firmenbesitzer seinen Enkel vorstellt. Der beschließt umgehend, ihr die Leitung des Projektes, an dem sie arbeitete anzubieten, sie müsste dazu aber nach Florida ziehen. Kurz danach erkennt Antonia, dass sie Felix’ Vater ungeeignet als Ehemann wie als Vater ist und beschließt, nach Florida zu fliegen. Auch der Entschuldigungsversuch bei Vera funktioniert nicht wirklich, sie hat aber erkannt, dass das Konzept gut ist und will das Treffen trotzdem durchführen. Als der wütende Kriewitz Leo zur Rede stellen will, wird er zwar von dem Treffen ferngehalten, aus Sorge um Antonia verlässt Leo aber dennoch die Präsentation, die er gerade hält. So erfährt Leo, dass Antonia nach Florida will und bereits auf dem Weg zum Flughafen ist. Da er sie dort nicht mehr rechtzeitig erreichen würde und sie auf seine Telefonanrufe auch nicht antwortet, nutzt er die Informationstafeln des Verkehrsleitsystems, um sie zu bitten, in Stuttgart zu bleiben und um ihr seine Liebe zu gestehen. Antonia kehrt mit einer Bemerkung über seine Rechtschreibung um. Er und Antonia werden heiraten.

## Produktion
Der weniger als ein Jahr alte Felix wurde von Matthias und Maximilian Bäumler gespielt.
Für das Szenenbild von Ein Baby zum Verlieben war Hermann Klein verantwortlich. Die Kostüme stammten von Charlotte Graf, und die Maskenbildnerinnen waren Xenia Kuplien und Vara Michel.
Der von der FFP New Media GmbH produzierte Film hatte seine Erstausstrahlung am 23. Juli 2004 in der ARD.

## Rezeption
Die Kritik der Welt meint, „vielleicht muss man über den Film gar nicht so viel sagen.“ Kritisiert wird, dass Anica Dobra schon wieder als Mutter besetzt werde, dazu sei die „Balkan-Bardot“ doch noch viel zu jung. Sie sei „natürlich toll“, doch „eigentlich werden alle Teilnehmer des Films von diesem Baby an die Wand gespielt.“ Auf jeden Fall werde der Film Müttern gefallen.
Das Lexikon des internationalen Films sah in Ein Baby zum Verlieben eine „[P]ointenreiche Komödie“, Prisma eine „pointenreich und sympathisch inszenierte Liebeskomödie“. Auch Marion Neumann von der SZ fand den Film  „[z]um Wiehern komisch“. Die Fernsehzeitschrift TV Spielfilm zeigte dagegen mit dem Daumen nach unten und resümierte „Ein Schnuller macht noch keine Komödie.“